# Religia w Mali
Religia w Mali – tworzona jest przez kilka grup religijnych. Największą liczbę wyznawców posiadają: islam (ok. 90%), tradycyjne religie afrykańskie (ok. 5%) i chrześcijaństwo (ok. 3%). Zdecydowana większość muzułmanów to sunnici, istnieją także mniejszości Ahmadijja i szyitów. Chrześcijanie to głównie katolicy i protestanci.
Od 2012 roku, kiedy radykalne grupy islamistyczne przejęły kontrolę w północnej części kraju, dochodzi do ataków na kościoły, a wielu chrześcijan zostało wypędzonych ze swoich domów. Konflikty religijne powiązane są często z konfliktami na tle etnicznym. W latach 2019–2020 obserwatorzy alarmowali o setkach cywilów zabitych w atakach etnicznych między społecznością Dogonów, którzy są rolnikami i myśliwymi, a społecznością Fulan, którzy są pasterzami.

## Statystyki

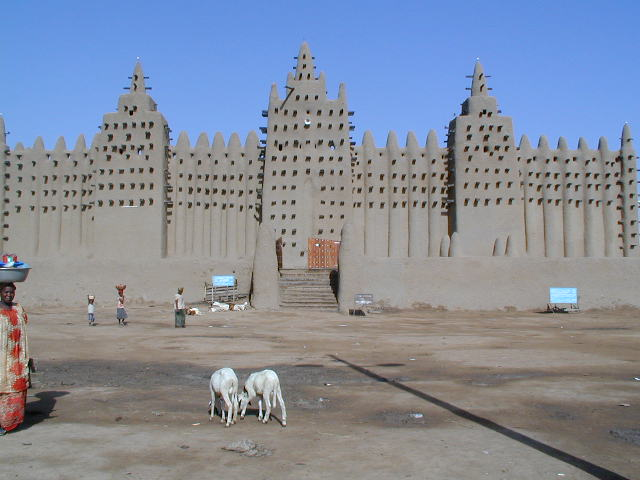
Wielki Meczet w Dżenne.

Statystyki z 2010 roku według Operation World kiedy ludność Mali wynosiła 13,3 mln:
| Religie/kościoły                  | Liczba wiernych | Procent ludności |
| --------------------------------- | --------------- | ---------------- |
| Islam                             | 11 642 tys.     | 87,4%            |
| Religie etniczne                  | 1316 tys.       | 9,9%             |
| Kościół katolicki                 | 256 tys.        | 1,92%            |
| Kościół Ewangeliczno-Protestancki | 43 tys.         | 0,32%            |
| Chrześcijański i Misyjny Sojusz   | 39,5 tys.       | 0,3%             |
| Zbory Boże                        | 3,1 tys.        | 0,02%            |
| Kościół Adwentystów Dnia Siódmego | 2,25 tys.       | 0,02%            |
| Misyjny Sojusz                    | 1,02 tys.       | 0,008%           |
| Kościół Zielonoświątkowy (Ghana)  | 0,67 tys.       | 0,005%           |
| Norweska Misja Protestancka       | 0,66 tys.       | 0,005%           |
| Misja Ewangeliczno-Baptystyczna   | 0,46 tys.       | 0,003%           |
| Świadkowie Jehowy                 | 275             | 0,002%           |